# 10267 Giuppone
A 10267 Giuppone (ideiglenes jelöléssel (10267) 1978 VD7) a Naprendszer kisbolygóövében található aszteroida. Eleanor F. Helin és Schelte J. Bus fedezte fel 1978. november 7-én.

## Kapcsolódó szócikk
- Kisbolygók listája (10001–10500)